# 0861
0861 è il prefisso telefonico del distretto di Teramo, appartenente al compartimento di Pescara.
Il distretto comprende la provincia di Teramo, ad eccezione dei comuni di Atri, Giulianova, Morro d'Oro, Mosciano Sant'Angelo, Notaresco, Pineto, Roseto degli Abruzzi, Silvi. Confina con i distretti di Ascoli Piceno (0736) e di San Benedetto del Tronto (0735) a nord, di Pescara (085) a est, dell'Aquila (0862) a sud e di Rieti (0746) a ovest.

## Aree locali e comuni
Il distretto di Teramo comprende 39 comuni suddivisi nelle 4 aree locali di Alba Adriatica, Bisenti (ex settori di Bisenti, Fano Adriano e Isola del Gran Sasso d'Italia), Nereto (ex settori di Civitella del Tronto, Nereto e Valle Castellana) e Teramo. I comuni compresi nel distretto sono: Alba Adriatica, Ancarano, Arsita, Basciano, Bellante, Bisenti, Campli, Canzano, Castel Castagna, Castellalto, Castelli, Castiglione Messer Raimondo, Castilenti, Cellino Attanasio, Cermignano, Civitella del Tronto, Colledara, Colonnella, Controguerra, Corropoli, Cortino, Crognaleto, Fano Adriano, Isola del Gran Sasso d'Italia, Martinsicuro, Montefino, Montorio al Vomano, Nereto, Penna Sant'Andrea, Pietracamela, Rocca Santa Maria, Sant'Egidio alla Vibrata, Sant'Omero, Teramo, Torano Nuovo, Torricella Sicura, Tortoreto, Tossicia e Valle Castellana .